# Ninurta-kudurri-usur II
Ninurta-kudurrῑ-uṣur II, fue el segundo rey de la Dinastía de E, una secuencia mezcla de las dinastías VIII y IX de Babilonia. Reinó durante 8 meses y 12 días, según la Lista A de reyes. No hay documentos contemporáneos sobrevivientes de este reinado, ni del de su sucesor, su hermano, Mar-biti-ahhe-iddina.
Sucedió al largo reinado de su padre, Nabu-mukin-apli, durante el cual aparece como testigo sobre un título de propiedad en un kudurru fechado el año 23 o 25 de su padre. La afiliación dinástica de la familia es desconocida, y tres de ellos están registrados como contemporáneos del rey asirio, Tiglatpileser II. Dos inscripciones sobre puntas de flecha de bronce de Lorestān aparecen con su nombre, pero se atribuyen generalmente a un monarca homónimo anterior, igualmente oscuro, Ninurta-kudurri-usur I, (ca. 987–985 a. C.).
La Crónica religiosa puede haberse escrito durante su reinado, ya que termina con acontecimientos relacionados con el reinado de su padre, aunque la única copia que se conserva es del período neobabilónico, es decir, tardía. Su reinado fue posiblemente demasiado insignificante como para merecer mención en la Crónica ecléctica.